# Licher Privatbrauerei

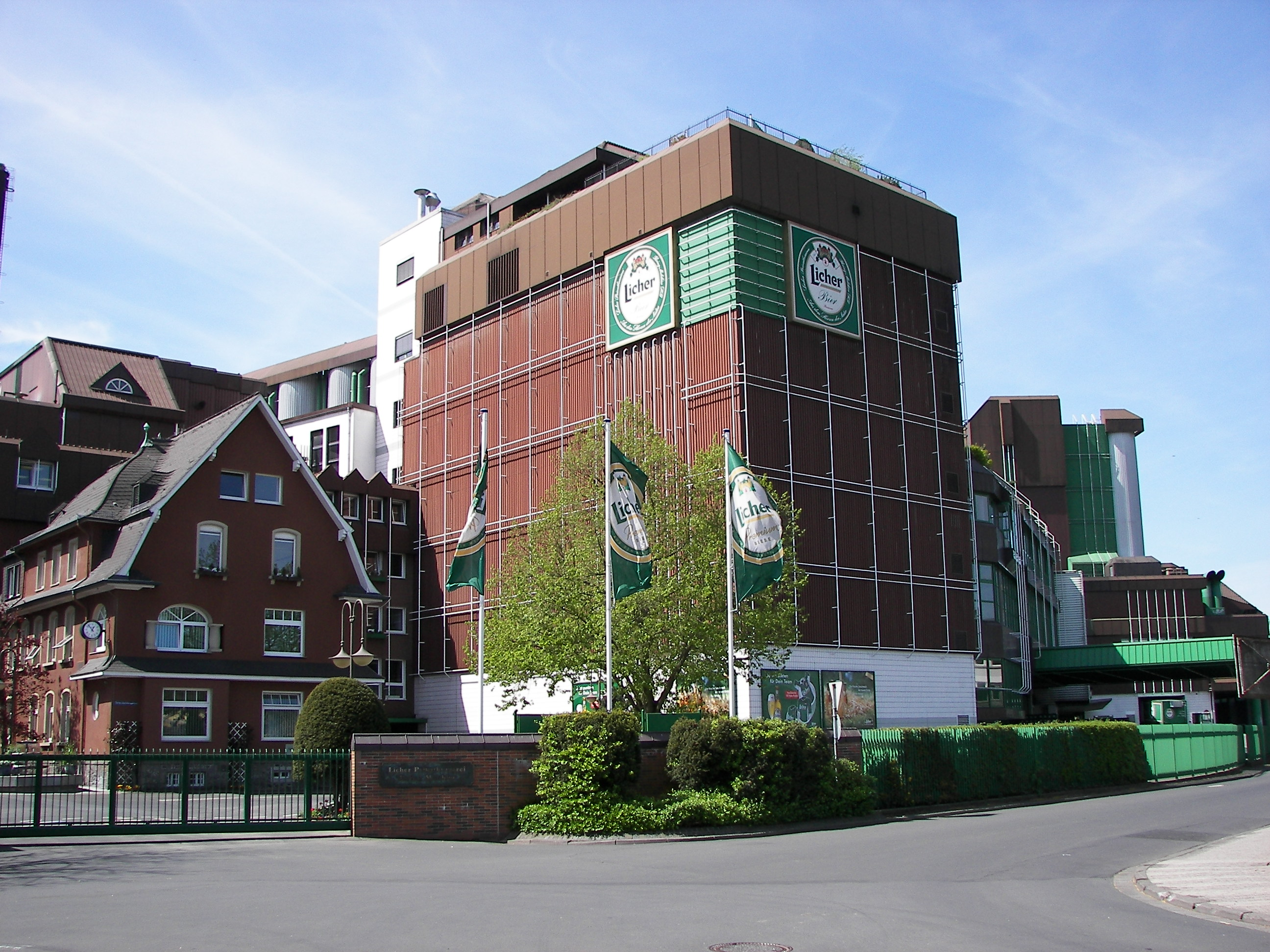
Licher Privatbrauerei

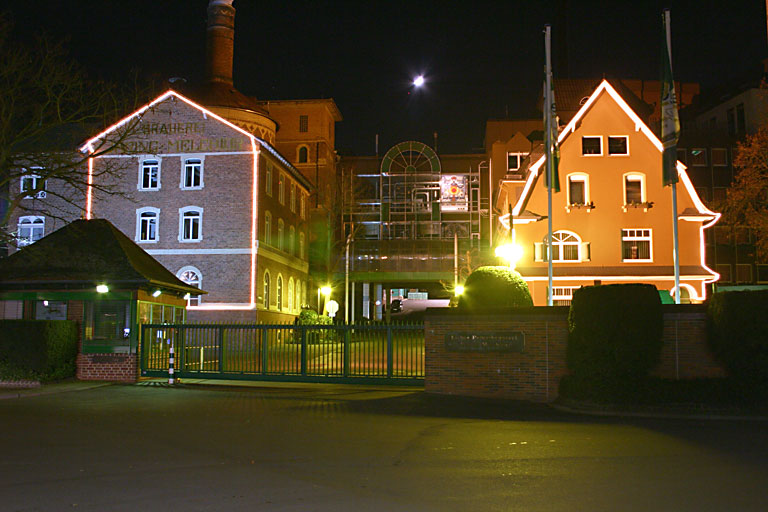
Ursprüngliche Brauerei bei Nacht

Die Licher Privatbrauerei Jhring-Melchior GmbH ist eine Brauerei in Lich, Mittelhessen. Licher Bier zählt zu den beliebtesten hessischen Bieren.
Das Unternehmen ist Teil der Bitburger Braugruppe.

## Gründung und Unternehmensgeschichte

### J. H. Jhring Brauerei
Im Jahr 1854 gründete der Brauer Johann Heinrich Ihring nach vierjähriger Wanderschaft die J. H. Jhring Brauerei in Lich am Hardtberg, wo ein Brunnen und ein Felsenkeller zur Kühlung zur Verfügung standen. Sein Vater schenkte das Bier zunächst als Wirt in seinem Gasthof „Zum goldenen Löwen“ aus. 1873 wurde in der Brauerei eine Dampfmaschine mit einer Leistung von sechs PS anstelle von Pferden verwendet, um die Maschinen anzutreiben, was zur Bezeichnung „Dampfbierbrauerei“ führte. Zur Jahrhundertwende 1899/1900 wurde ein Jahresausstoß von 22.000 Hektolitern erreicht. Die Gebäude und Anlagen wurden dabei stets auf dem neuesten Stand der Technik gehalten, und bereits 1911 lieferte die in Lich ansässige Brauerei erstmals ihr Bier mit einem Lkw aus.

### Gambrinus-Brauerei
Im nahegelegenen Butzbach versorgte Christoph Jakob Melchior seinen Gasthof „Zum goldenen Stern“ erstmals 1858 mit selbst gebrautem Bier. Drei Jahre später wurde der Grundstein zur Errichtung der Gambrinus-Brauerei gelegt, der wenig später die Gründung der Gastwirtschaft „Zum Gambrinus“ mit einer Außengastronomie folgte. Im Jahr 1895 folgte die Anschaffung einer Kältemaschine, die die Herstellung von untergärigem Bier vereinfachte. Mit der Modernisierung der Anlagen wuchs der Ausstoß der Brauerei zur Jahrhundertwende auf 27.000 Hektoliter. Als im Jahr 1896 der Unternehmensgründer starb, wurde die Gambrinus-Brauerei C. J. Melchior von seinen Söhnen Hermann Melchior und dem gelernten Brauer Christoph Melchior übernommen. Auch in der Gambrinus-Brauerei folgte man dem technischen Fortschritt: So konnten die Betreiber seit 1890 mit Hilfe der ersten Fernsprechleitung mit ihren Kunden sprechen; drei Jahre später folgte die Installation von elektrischem Licht im ganzen Haus.

### Zusammenschluss zur Brauerei Jhring-Melchior KG
Die knapp 18 km voneinander entfernten Brauereien gehörten um die Jahrhundertwende zu den beliebtesten Braustätten der näheren Umgebung. In den Folgejahren dehnten beide ihre Vertriebsgebiete systematisch aus und übernahmen Betriebe wie die GießenerUnion-Brauerei. Als 1914 der Erste Weltkrieg ausbrach, stellte dies für beide Betriebe eine Zäsur dar: Rohstoff- und Mitarbeitermangel beschränkten die Entwicklung, auch bis in die Nachkriegszeit hinein. Ab 1922 wurden zwischen Christoph Melchior und Heinrich Ihring erste Gespräche über die Zusammenarbeit der seit 1919 durch Heirat verbundenen Familienunternehmen geführt, bis schließlich am 17. Februar 1923 (rückwirkend zum 1. Oktober 1922) die Brauerei Jhring-Melchior KG mit Sitz in Lich gegründet wird.
Die Produktion der Brauerei – zusammen rund 60.000 Hektoliter jährlich – wurde nach Lich verlagert, wohingegen am Standort Butzbach die Mälzerei und ein Bierlager verblieben. Die Produktion wuchs kontinuierlich; durch die Inflation konnte das Unternehmen im Jahr 1923 den größten Reingewinn der bisherigen Firmengeschichte mit 1.626.239.640.632,00 (1,6 Billionen) Mark ausweisen. Im selben Jahr wurde Heinrich Ihrings Sohn Hans Ihring geschäftsführender Gesellschafter. Die Einweihung eines zweiten Eisgenerators steigerte 1925/26 die Produktionskapazität auf 25 Tonnen Kunsteis pro Tag und machte die Brauerei unabhängig von Natureis. 1929 beschäftigte sie 100 Mitarbeiter und unterhielt 15 Bierniederlagen im Umkreis von 60 km um Lich.

### Weltwirtschaftskrise, Nachkriegszeit, Entwicklung ab 1945
Durch die Weltwirtschaftskrise der 1930er-Jahre wurde das Wachstum stark verlangsamt, woraufhin der Absatz auf 44.000 Hektoliter im Jahr 1931 sank. Dennoch konnte im Jahr 1938 die Stundenleistung des 150-Mitarbeiter-Betriebes dank einer neuen Flaschenreinigungs- und -Abfüllanlage auf 1200 Flaschen gesteigert werden. Der Bierausstoß erhöhte sich im selben Jahr auf 80.000 Hektoliter, 1940/41 bereits auf 101.000 Hektoliter.
Im Zweiten Weltkrieg blieben die Brauereianlagen zwar unversehrt, dennoch litt auch die Licher Privatbrauerei unter der kriegsbedingten Mangelwirtschaft. Nach Kriegsende wurde das Unternehmen beschlagnahmt und erhielt als eine von zwölf „Army Breweries“ in der US-Zone den Auftrag, die in Hessen stationierten amerikanischen Besatzungstruppen mit Bier zu versorgen. Ab 1948 durfte die Brauerei auch wieder ihre früheren Kunden beliefern und brachte 1950 erstmals das Doppel-Export mit 14 Prozent Stammwürze auf den Markt.
Hans Ihring und der mit dessen Cousine Gertrud Melchior verheiratete Jurist und Kaufmann Otto-Karl de Groote erneuerten in den 1950er Jahren grundlegend die Ausstattung der Brauerei. Zum 100-jährigen Jubiläum übernahm die Brauerei 1954 mit einem Ausstoß von 127.140 Hektolitern erstmals die Marktführerschaft im Bundesland Hessen, welches die Brauerei nun flächendeckend belieferte. Seitdem wurde die Betriebsstätte, die sich immer noch am Licher Hardtberg befindet, Schritt für Schritt ausgebaut und der Bierausstoß kontinuierlich gesteigert.

## Unternehmen heute

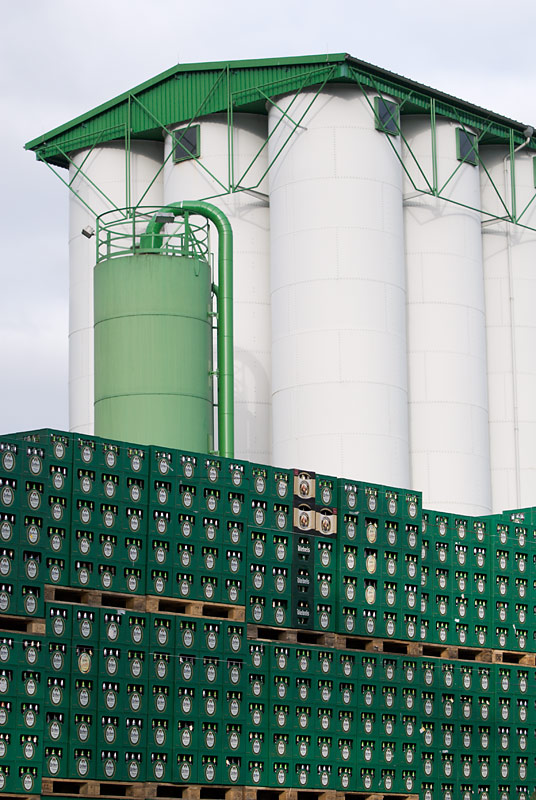
Anlagenteil mit Bierkästen

1999 übernahm die Holsten-Brauerei zunächst einige Anteile und später die Mehrheit an der Brauerei. Im Jahr 2004 feierte die Licher Privatbrauerei ihr 150-jähriges Jubiläum. Im selben Jahr wurde sie zusammen mit der König-Brauerei in Duisburg an die Bitburger Braugruppe verkauft. Die Licher Privatbrauerei betreut über 5.500 konzessionierte Gastronomiebetriebe in Hessen und rund 6.780 deutschlandweit. Die Anlagen arbeiten nach dem Prinzip der Kreislaufwirtschaft und wurden dafür 1982 mit der Ehrenplakette des hessischen Umweltministeriums ausgezeichnet. Das Unternehmen ist nach FSSC 22000 (Lebensmittelsicherheits-Norm) und ISO 50001 (Energiemanagement) zertifiziert. Außerdem erfüllt es den Nachhaltigkeitsstandard ZNUFood.
Licher verfügt über eine brauereieigene vollbiologisch arbeitende Kläranlage. Das Malz wird aus mehreren Vertrags-Mälzereien bezogen, das Bier reift in 37 weithin sichtbaren Gärtanks elektronisch gesteuert. Seit September 2006 laufen zwei Abfüllanlagen zugleich, die neu im September 2006 in Betrieb genommene Abfüllanlage kann pro Stunde 55.000 Flaschen füllen. Im Januar 2010 wurde die neue Flaschenwaschmaschine offiziell in Betrieb genommen. Mit 186 Beschäftigten (davon 10 Auszubildende; Stand Februar 2018) ist die Brauerei in Lich einer der größten Arbeitgeber in der Region.

## Markenhistorie
Der in der Nachkriegszeit beliebte Werbeslogan: "Auch für mich – ein Bier aus Lich" wurde zu Beginn der 1960er geändert in den Slogan: „Aus dem Herzen von Hessen“; Anfang der 1970er wurde er dann erneut geändert in: „Licher Bier. Aus dem Herzen der Natur“. Heute lautet der Claim nur noch „Aus dem Herzen der Natur“, womit der Bezug der Marke zur Natur unterstrichen werden soll. In der Markenkommunikation wird neben dem Licher-Grün seit den 1990er Jahren auch der Eisvogel verwendet. Er symbolisiert die Markenwerte Reinheit, Frische und Natürlichkeit und wurde bereits für den ersten TV-Auftritt 1995 genutzt. 1993 erhielt Licher mit dem bronzenen Effie des Gesamtverbandes Kommunikationsagenturen (GWA) einen der wichtigsten Preise der Branche für seine Werbekampagnen. Das „Hessenmädchen“, ursprünglich eine grafische Kombination der Gründer-Initialen J und M wurde seit den 1920er Jahren zusammen mit dem Licher Schloss bis Ende 2012 auf dem Etikett jeder Pils-Bierflasche abgebildet. Am 1. November 2012 wurde die Wortbildmarke neu designt und der Eisvogel als „Markenbotschafter“ verwendet.
Licher setzt sich für den Erhalt und Wiederaufbau der heimischen Flora und Fauna ein und ist Partner des Hessischen Naturschutzzentrum (NZH) und der Hessischen Gesellschaft für Ornithologie und Naturschutz (HGON). Außerdem engagiert sich Licher für verschiedene Freizeit- und Nationalparks, wie zum Beispiel für den Nationalpark Kellerwald-Edersee. Des Weiteren sponsert Licher diverse kulturelle Veranstaltungen und Feste in der Region, wie z. B. Licher Wiesnfeste, den „Kultursommer Gießen“ sowie viele weitere hessische Veranstaltungen.

## Produkte

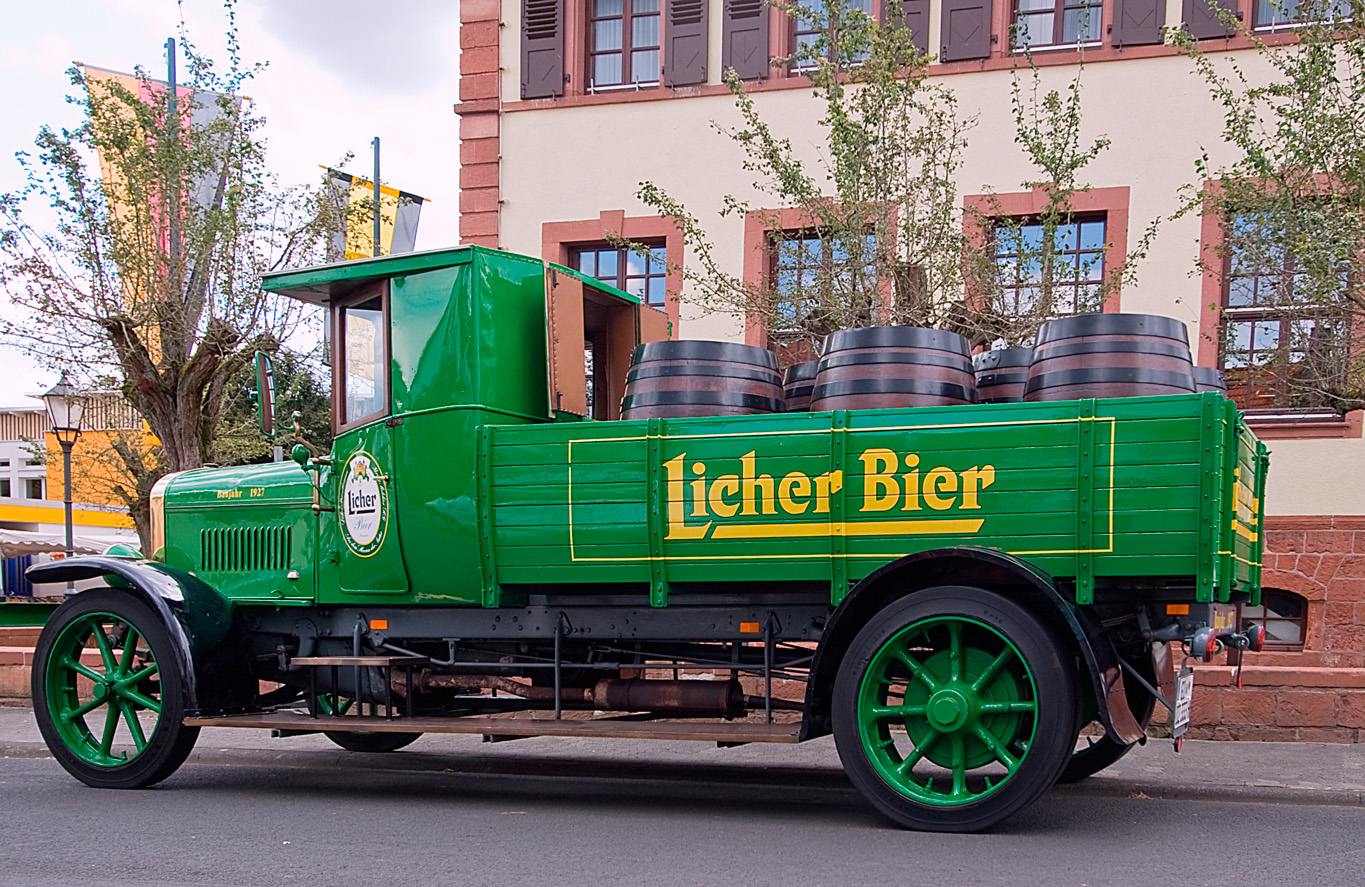
Magirus-Lkw, Baujahr 1927, als historisches Werbefahrzeug

Seit 2007 veröffentlicht die Brauerei keine absoluten Zahlen zum Getränke-Ausstoß mehr, für 2011 werden prozentuale Zahlen für Hessen zitiert: so habe man laut Nielsens »Biermarkt in Hessen« beim Absatz von Bier und Biermixgetränken die Marktführerschaft ausgebaut: Der Marktanteil sei von 10,4 (2009) über 11,4 (2010) auf jetzt 11,6 Prozent gewachsen, beim reinen Pilsbier-Ausstoß betrage der Marktanteil 11,8 Prozent. 2006 produzierte Licher nach eigenen Angaben 780.000 Hektoliter Bier (2005: 775.000). Sie verwendet dazu Brauwasser aus eigenen Tiefbrunnen und Hefe aus eigener Reinzucht.
Folgende Produkte werden von Licher derzeit (Stand April 2019) vertrieben:
- Licher Pilsner: Bier nach Pilsner Brauart mit 4,9 % Alkoholgehalt und 11,5 % Stammwürze.
- Licher Export: Alkoholgehalt: 5,4 %; Stammwürze: 12,4 %.
- Licher 1854 Kellerbier: Naturtrübes Kellerbier, gebraut nach der Rezeptur aus dem Jahr 1854. Alkoholgehalt: 5,0 %, Stammwürze: 11,8 %.
- Licher Isotonisch Alkoholfreies Pilsner: Alkoholgehalt: <0,5 %, Stammwürze: 11,5 %.
- Licher Isotonisch Alkoholfrei Grapefruit: Biermischgetränk; Alkoholgehalt: <0,1 %, Stammwürze: 6,7 %.
- Licher Weizen: Alkoholgehalt: 5,4 %, Stammwürze: 12,3 %.
- Licher Weizen Alkoholfrei: Alkoholgehalt: 0,4 %, Stammwürze: 7,2 %.
- Licher Leicht: eine alkohol- und kalorienreduzierte Pils-Variante. Alkoholgehalt: 2,8 %, Stammwürze: 7,1 %.
- Licher Radler: Biermischgetränk aus jeweils 50 % Zitronenlimonade und 50 % Licher Pilsner. Alkoholgehalt: 2,5 %; Stammwürze: 9,7 %.
- Licher x2: Biermischgetränk aus 60 % koffeinhaltiger Limonade mit Cola-Geschmack und 40 % Licher Pilsner. Alkoholgehalt: 2,2 %, Stammwürze: 10,7 %.
- Licher Natur Radler: Die Zitronenlimonade wird aus natürlichem Zitronensaft hergestellt. Alkoholgehalt: 2,5 %; Stammwürze: 10,8 %.
- Licher Natur Radler Alkoholfrei: Die Zitronenlimonade wird aus natürlichem Zitronensaft hergestellt. Alkoholgehalt: <0,5 %; Stammwürze: 9,4 %.
- Hessenquell Landbier: Traditionsmarke. Alkoholgehalt: 5 %.

## Kooperation mit der Ettaler Klosterbrauerei
Seit 2011 wird in Lich in Kooperation mit der Ettaler Klosterbrauerei auch der weitaus überwiegende Teil des Benediktiner Weißbieres nach Ettaler Originalrezept gebraut, nachdem die entsprechenden Produktionskapazitäten in Ettal mit der Nachfrage nicht mehr Schritt halten konnten, ein Ausbau vor Ort jedoch aus denkmal- und naturschutzrechtlichen Gründen nicht in Frage kam. Zu diesem Zweck wurde die Benediktiner Weißbräu GmbH mit Sitz in Ettal gegründet, mit der die Bitburger Braugruppe eine Vertriebspartnerschaft eingegangen ist. Statt unter dem Label Ettaler wurden diese Biere fortan als Benediktiner Weißbiere vermarktet. Auf dem Flaschenetikett war freilich zunächst noch das Kloster Ettal abgebildet, was zuweilen Kritik wegen angeblichen Etikettenschwindels auslöste; entsprechende Vorwürfe gelten allerdings als unberechtigt. Inzwischen ist das Bild des Klosters vom Flaschenetikett verschwunden, bleibt allerdings weiterhin in der Werbung präsent.

## Besonderheiten

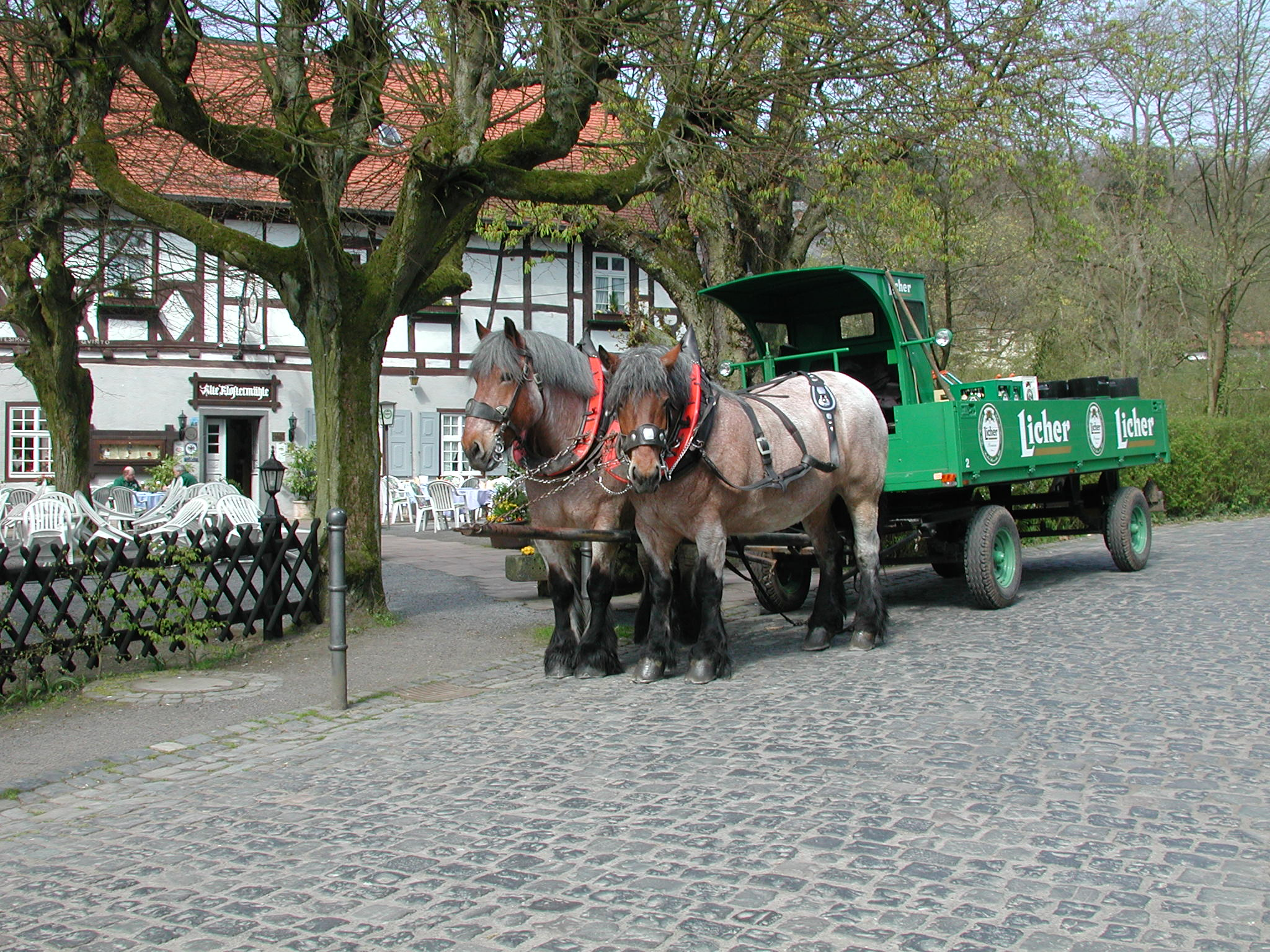
Zwei der acht Pferde der Licher Brauerei transportierten bis Ende 2016 jeden Dienstagmittag das Bier zur Gaststätte "Alte Klostermühle" im Licher Ortsteil Kloster Arnsburg (ca. 4 km Entfernung, 24. April 2001)

Bis Ende 2016 unterhielt Licher einen eigenen Pferdestall auf ihrem Gelände. Die Brauereipferde wurden u. a. als Sechserzug bei Umzügen in Hessen und beim Hessentag eingesetzt. Aufgrund des Rückgangs von Festumzügen entschied sich die Brauerei, den Pferdestall zu schließen und ihre acht Rheinisch-Deutschen Kaltblüter an Pferdehalter in Mittelhessen abzugeben.
Licher schreibt seit 1995 jedes Jahr den Fotowettbewerb „Mensch und Natur“ für Profi- und Hobbyfotografen aus. Der soll das aktuelle Verhältnis von Mensch und Natur visualisieren. Prämiert werden vier Siegerbilder, ein Publikumsliebling sowie 45 weitere Motive. Die Wanderausstellung zum Licher Fotopreis geht jedes Jahr auf „Hessen-Tour“ und wird u. a. im Hessenpark, in Gießen und auf dem Hoherodskopf gezeigt.
Des Weiteren ist die Licher Privatbrauerei Partner von zwei Ballon-Teams in Pohlheim und Wetzlar.
In einem Kochturnier mit regionalen Menüzutaten kämpften bis ins Jahr 2010 hessische Profiköche jedes Jahr um den von Licher gestifteten „Eisvogel-Pokal“ der Gastronomie-Kooperation Hessen à la carte.
Für die Sat.1-Wochenshow wurde eine Parodie auf den Licher-Werbespot mit dem fiktiven Produktnamen „Dicht“ erstellt.

## Sportsponsoring
Die Brauerei ist Sponsor folgender Mannschaften des hessischen Spitzensports:
- Basketball: Gießen 46ers, RSV Lahn-Dill, Skyliners Frankfurt, Lich Basketball
- Eishockey: EC Bad Nauheim, Löwen Frankfurt
- Fußball: SV Wehen Wiesbaden, FC Gießen, SC Hessen Dreieich
- Handball: HSG Wetzlar, MT Melsungen, TV Hüttenberg